# Bernat I de Berga
Bernat I de Berga (?-1050), comte de Berga (1035-1050).
Fill segon de Guifré II de Cerdanya i Guisla de Pallars. El seu pare sent alhora comte de Cerdanya i comte de Berga decidí repartir els dos comtats entre els seus fills, així Ramon es quedà el de la Cerdanya i Bernat el de Berga.
A la seva mort sense descendència passà al seu tercer germà Berenguer.